# Colas Breugnon (opéra)
Colas Breugnon, également appelé Master iz Clamecy (Maître de Clamécy), est un opéra en trois actes de Dmitri Kabalevsky composé entre 1936 et 1938 sur un livret de Romain Rolland,,.